# Chrysolina lutea
Chrysolina lutea é uma espécie de artrópode pertencente à família Chrysomelidae.